# Hotini-hátság
Hotini-hátság (ukránul: Хотинська височина, Hotinszka viszocsina) 50 km hosszú, 22 km széles hátság Ukrajnában. A Prut és a Dnyeszter folyók között található a Podóliai-hátság déli részén, a Csernyivci terület északi részén. Itt található a Kelet-európai-síkság legmagasabb pontja, az 515 m tengerszint feletti magasságú Berda-hegy.